# 풀발렌
풀발렌(Fulvalene)은 나프탈렌이나 아줄렌의 이성질체로 5각형 사이클로펜타다이엔 고리가 이중 결합으로 붙어서 분자전체에 콘쥬게이션을 가지고 있다. 

## 같이 보기
- 풀벤
- 풀벤류
- 풀발렌류